# Quadrilla d'Añana
La comarca Quadrilla d'Añana (en euskera Añanako Kuadrila o Koadrila; en castellà Cuadrilla de Añana) se situa al sud-oest d'Àlaba, amb una superfície de 718,3 km² i una població de 7.451 habitants (2005) i inclou els municipis d'Añana, Armiñón, Berantevilla, Kuartango, Iruña de Oca, Lantarón, Erriberabeitia/Ribera Alta, Ribera Baja, Valdegovía i Zanbrana. La seu de les institucions comarcals es troba en la població de Rivabellosa en el municipi de Ribera Baja/Erriberabeitia.
| #      | Municipi                   | Alcalde                            | Partit Polític                  | Població | % Població | Territori km² |
| ------ | -------------------------- | ---------------------------------- | ------------------------------- | -------- | ---------- | ------------- |
| 1      | Añana                      | Carlos Carreter Ruano              | Agrup. Elect. Salinas           | 185      | 2,5        | 21,92         |
| 2      | Armiñón                    | Javier Arrien Goicoechea           | Agrup. Elect. Indep. de Armiñón | 175      | 2,3        | 10,57         |
| 3      | Berantevilla               | Amaia Martínez Alfonso             | PNB                             | 458      | 6,1        | 35,73         |
| 4      | Kuartango                  | José Ramón Salazar Gómez           | PNB                             | 356      | 4,8        | 84,39         |
| 5      | Iruña Oka-Iruña de Oca     | José Javier Martínez García        | PSE-EE/PSOE                     | 2.252    | 30,2       | 53,25         |
| 6      | Lantaron                   | Jesús Barredo Arana                | PNB                             | 966      | 13,0       | 61,77         |
| 7      | Erriberagoitia/Ribera Alta | Jesús Berganza González            | PNB                             | 586      | 7,9        | 119,78        |
| 8      | Ribera Baja/Erriberabeitia | Pedro Montoya Ruiz                 | PSE-EE                          | 1.036    | 13,9       | 27,74         |
| 9      | Valdegovía/Gaubea          | Juan Carlos Ramírez-Escudero Isusi | PNB                             | 1.070    | 14,4       | 244,06        |
| 10     | Zanbrana/Zambrana          | Aitor Abecia Jiménez               | Agrup. Indep. Zambrana (Indep.) | 367      | 4,9        | 39,51         |
| 11 (*) | Sierra Brava de Badaya     |                                    |                                 |          |            | 19,41         |
|        | Quadrilla d'Añana          |                                    |                                 | 7.451    | 100        | 718,13        |

(*) No és un municipi.